# 楊倓 (宋朝)
杨倓（1120年—1185年），字子靖，南宋官员，代州崞县（今山西原平）人。杨存中之子。
杨倓荫官官至户部员外郎。宋孝宗乾道八年（1172年）四月，户部侍郎杨倓上书规范诸路州县常平义仓，宋孝宗采纳。八月，户部尚书杨倓上书请求依照乾道二年指挥、令知、通同共任责分赏经总制钱。淳熙元年（1174年）八月，宋孝宗以徽猷阁学士杨倓签书枢密院事。宋孝宗表示任用人才不拘一格：“鲧之为人，初不害禹之成功。“杨倓回答：“此诚尧、舜之用心矣。”九月，淮东安抚司奏榷场安静，杨倓上奏金国皇帝本没有问题，其臣下有人妄自生事，宋孝宗说：“不可以此为喜。于理固当安静，然非我君臣之志也 。”十一月，杨倓上书，皇帝说待敌当用诡道，在朝当用诚实。可是宋朝百馀年来，敌国强而中国弱，正是因为反其道而行之。待敌无奇策，在朝以权术倾轧。认为这应该作为名言，由史馆记录。不久，杨倓罢职转任昭庆军节度使，以礼部侍郎龚茂良参知政事、叶衡兼权知枢密院事。。淳熙十二年（1185年）杨倓卒。杨倓以其父杨存中所集之验方约千余首，辑为《杨氏家藏方》，现有多种日本刻本行世。